# 캐논 EOS-1D Mark IV
캐논 EOS-1D 마크 IV(Canon EOS-1D Mark IV 혹은 Mk 4)는 1,610만 유효 화소를 가지는 전문가용 디지털 SLR 카메라이다. 캐논 EOS-1D Mark III의 후속 모델이다. 2009년 10월에 출시되었다. 27.9 × 18.6 mm 크기의 CMOS 이미지 센서를 가지고 있으며, 초당 10 프레임을 촬영할 수 있다. 캐논의 DSLR에서 플래그십으로는 처음으로 동영상 기능을 탑재하였고, 확장 감도 102,400을 지원하는 것이 특징이다.
타사의 경쟁 모델로는 니콘 D3s 등이 있다.

## 향상된 기능들
EOS-1D Mark III과 비교했을 때, 유효 화소 수, 자동 초점 성능, 고감도 노이즈 억제력 등이 향상되었다.
- 자동 초점 시스템: 크로스 타입 센서 수가 39개로 증가하였다.

## 사진

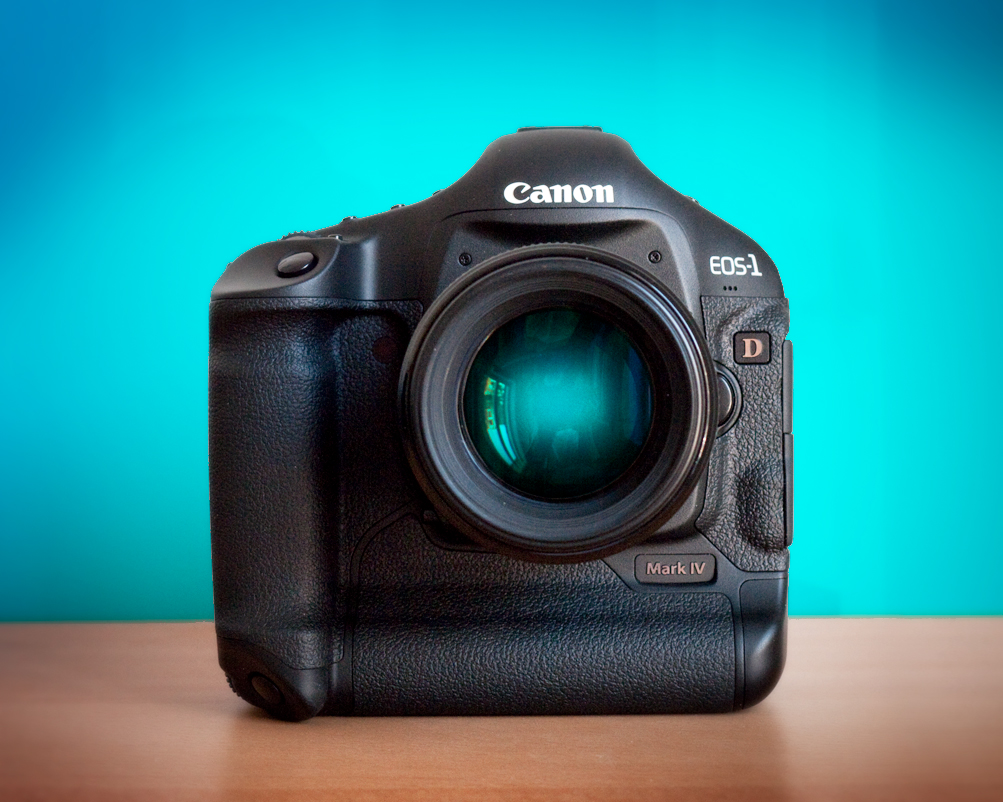

## 같이 보기
- 캐논
- 캐논 EOS
- 캐논 EF 마운트